# Părva profesionalna futbolna liga 2017-2018
La Părva profesionalna futbolna liga 2017-2018 è stata la 94ª edizione della massima serie del campionato bulgaro di calcio, la 73ª disputata sotto la formula di un campionato di lega. La stagione è iniziata il 14 luglio 2017 e si è conclusa il 24 maggio 2018. Il Ludogorec era la squadra campione in carica ed ha riconfermato il titolo vincendo per la settima volta consecutiva e nella sua storia.

## Stagione

### Novità
Nel 2016-2017 sono state retrocesse, dopo aver perso i play-out, il Lokomotiv GO, il Neftohimik Burgas e il Montana. Sono stati promossi l'Etăr, primo classificato, il Septemvri Sofia e il Vitoša Bistrica, vincitrici dei play-off.

### Formula
Le 14 squadre partecipanti si affrontano in gironi di andata-ritorno e i successivi play-off e play-out. Al termine della stagione la squadra campione si qualificherà per il secondo turno preliminare della UEFA Champions League 2018-2019. La squadra classificata al secondo posto si qualificherà per il primo turno di qualificazione della UEFA Europa League 2018-2019. Dopo i play-off e i play-out si conoscerà la terza squadra che approderà in UEFA Europa League 2018-2019 e quelle retrocesse.

## Squadre partecipanti
| Club              | Città          | Stadio                        | Stagione precedente  |
| ----------------- | -------------- | ----------------------------- | -------------------- |
| Beroe             | Stara Zagora   | Beroe Stadium                 | 8º posto in A PFG    |
| Botev Plovdiv     | Plovdiv        | Stadio Hristo Botev           | 7º posto in A PFG    |
| Černo More Varna  | Varna          | Stadion Ticha                 | 6º posto in A PFG    |
| CSKA Sofia        | Sofia          | Stadio dell'Esercito Bulgaro  | 2º posto in A PFG    |
| Dunav Ruse        | Ruse           | Gradski Stadion               | 4º posto in A PFG    |
| Etăr              | Veliko Tărnovo | Stadion Ivailo                | 1º posto in B PFG    |
| Levski Sofia      | Sofia          | Stadio Georgi Asparuhov       | 3º posto in A PFG    |
| Lokomotiv Plovdiv | Plovdiv        | Stadion Lokomotiv (Plovdiv)   | 5º posto in A PFG    |
| Ludogorec         | Razgrad        | Ludogorets Arena              | Campione di Bulgaria |
| Pirin Blagoevgrad | Blagoevgrad    | Stadion Hristo Botev          | 9º posto in A PFG    |
| Septemvri Sofia   | Sofia          | Stadio nazionale Vasil Levski | 2º posto in B PFG    |
| Slavia Sofia      | Sofia          | Stadio nazionale Vasil Levski | 11º posto in A PFG   |
| Vereja            | Stara Zagora   | Trace Arena                   | 10º posto in A PFG   |
| Vitoša Bistrica   | Bistrica       | Stadio Vitoša                 | 3º posto in B PFG    |

## Prima fase

### Classifica
|  | Pos. | Squadra           | Pt | G  | V  | N | P  | GF | GS | DR  |
|  | ---- | ----------------- | -- | -- | -- | - | -- | -- | -- | --- |
|  | 1.   | Ludogorec         | 66 | 26 | 21 | 3 | 2  | 63 | 13 | +50 |
|  | 2.   | CSKA Sofia        | 63 | 26 | 19 | 6 | 1  | 59 | 14 | +45 |
|  | 3.   | Levski Sofia      | 50 | 26 | 14 | 8 | 4  | 37 | 14 | +23 |
|  | 4.   | Beroe             | 45 | 26 | 12 | 9 | 5  | 33 | 24 | +9  |
|  | 5.   | Botev Plovdiv     | 42 | 26 | 11 | 9 | 6  | 44 | 29 | +15 |
|  | 6.   | Vereja            | 35 | 26 | 10 | 5 | 11 | 24 | 34 | -10 |
|  | 7.   | Slavia Sofia      | 32 | 26 | 8  | 8 | 10 | 34 | 37 | -3  |
|  | 8.   | Septemvri Sofia   | 31 | 26 | 9  | 4 | 13 | 25 | 42 | -17 |
|  | 9.   | Lokomotiv Plovdiv | 31 | 26 | 8  | 7 | 11 | 22 | 37 | -15 |
|  | 10.  | Černo More Varna  | 27 | 26 | 7  | 6 | 13 | 24 | 32 | -8  |
|  | 11.  | Pirin Blagoevgrad | 26 | 26 | 6  | 8 | 12 | 20 | 28 | -8  |
|  | 12.  | Dunav Ruse        | 21 | 26 | 5  | 6 | 15 | 17 | 38 | -21 |
|  | 13.  | Etăr              | 21 | 26 | 4  | 9 | 13 | 24 | 45 | -21 |
|  | 14.  | Vitoša Bistrica   | 8  | 26 | 0  | 8 | 18 | 12 | 51 | -39 |

Legenda:
      Ammesse ai play-off campione di Bulgaria
      Ammesse al girone A dei play-out
      Ammesse al girone B dei play-out
Note:

Tre punti a vittoria, uno a pareggio, zero a sconfitta.

### Risultati
|                   | Ber  | BPl  | ČMV  | CSKA | DRu  | Eta  | Lev  | LPl  | Lud  | PBl  | SSo  | SlS  | Ver  | ViB  |
| ----------------- | ---- | ---- | ---- | ---- | ---- | ---- | ---- | ---- | ---- | ---- | ---- | ---- | ---- | ---- |
| Beroe             | –––– | 1-1  | 2-0  | 0-3  | 1-1  | 2-1  | 0-0  | 1-2  | 0-1  | 1-1  | 5-1  | 2-0  | 0-0  | 0-0  |
| Botev Plovdiv     | 1-1  | –––– | 1-2  | 2-6  | 3-0  | 3-0  | 2-1  | 3-0  | 1-3  | 0-1  | 5-0  | 1-1  | 1-0  | 3-0  |
| Černo More Varna  | 1-4  | 0-0  | –––– | 0-1  | 1-0  | 0-0  | 2-3  | 0-1  | 0-1  | 0-1  | 1-4  | 1-1  | 1-2  | 1-0  |
| CSKA Sofia        | 6-0  | 1-1  | 0-0  | –––– | 3-0  | 2-1  | 1-0  | 4-1  | 0-1  | 0-0  | 2-0  | 1-0  | 3-0  | 6-1  |
| Dunav Ruse        | 1-1  | 0-0  | 0-1  | 0-2  | –––– | 0-0  | 0-4  | 2-2  | 0-5  | 0-0  | 0-1  | 0-1  | 2-0  | 2-0  |
| Etar              | 1-2  | 1-1  | 1-1  | 2-2  | 0-2  | –––– | 0-1  | 1-2  | 0-6  | 2-1  | 3-3  | 2-1  | 0-1  | 2-0  |
| Levski Sofia      | 0-0  | 1-0  | 1-0  | 2-2  | 2-0  | 1-1  | –––– | 1-0  | 0-0  | 3-0  | 2-0  | 4-0  | 1-0  | 2-0  |
| Lokomotiv Plovdiv | 0-2  | 0-0  | 0-3  | 0-1  | 2-1  | 2-0  | 0-0  | –––– | 0-3  | 1-0  | 1-0  | 1-2  | 1-1  | 3-1  |
| Ludogorec         | 2-0  | 2-1  | 3-1  | 1-2  | 2-0  | 4-0  | 2-0  | 0-0  | –––– | 1-1  | 1-0  | 4-1  | 3-1  | 3-0  |
| Pirin Blagoevgrad | 0-1  | 1-2  | 1-1  | 1-2  | 1-0  | 3-2  | 0-3  | 5-0  | 0-2  | –––– | 0-1  | 0-0  | 1-2  | 1-0  |
| Septemvri Sofia   | 0-1  | 1-1  | 2-1  | 0-1  | 0-2  | 1-1  | 1-4  | 3-1  | 1-4  | 1-0  | –––– | 0-2  | 2-0  | 1-0  |
| Slavia Sofia      | 1-4  | 2-3  | 2-0  | 1-1  | 3-0  | 1-2  | 1-1  | 1-1  | 0-4  | 3-1  | 4-1  | –––– | 0-1  | 4-0  |
| Vereya            | 0-1  | 2-4  | 0-4  | 0-5  | 2-1  | 2-0  | 2-0  | 1-0  | 2-1  | 0-0  | 0-1  | 1-1  | –––– | 1-1  |
| Vitosha Bistritsa | 0-1  | 2-4  | 1-2  | 0-2  | 1-2  | 1-1  | 0-0  | 1-1  | 2-4  | 0-0  | 0-0  | 1-1  | 0-3  | –––– |

## Seconda fase

### Play-off
Si qualificano a questa fase le sei migliori classificate della prima fase, e da qui si decreterà il campione di Bulgaria, chi si qualifica al secondo turno preliminare di Champions League 2018-2019, al primo turno di qualificazione dell'Europa League 2018-2019 e chi disputerà la finale dello spareggio per l'Europa League 2018-2019.

### Classifica
|                     | Pos. | Squadra       | Pt | G  | V  | N  | P  | GF | GS | DR  |
| ------------------- | ---- | ------------- | -- | -- | -- | -- | -- | -- | -- | --- |
| Bulgaria (bandiera) | 1.   | Ludogorec     | 88 | 36 | 27 | 7  | 2  | 91 | 22 | +69 |
|                     | 2.   | CSKA Sofia    | 81 | 36 | 24 | 9  | 3  | 80 | 26 | +54 |
|                     | 3.   | Levski Sofia  | 64 | 36 | 18 | 10 | 8  | 55 | 27 | +28 |
|                     | 4.   | Beroe         | 59 | 36 | 16 | 11 | 9  | 45 | 43 | +2  |
|                     | 5.   | Botev Plovdiv | 56 | 36 | 15 | 11 | 10 | 62 | 49 | +13 |
|                     | 6.   | Vereja        | 36 | 36 | 10 | 6  | 20 | 27 | 61 | -34 |

Legenda:
      Campione di Bulgaria e ammessa al primo turno preliminare diUEFA Champions League 2018-2019
      Ammessa al primo turno preliminare di UEFA Europa League 2018-2019
      Ammessa alla finale per lo spareggio per l'UEFA Europa League 2018-2019
Note:

Tre punti a vittoria, uno a pareggio, zero a sconfitta.

### Risultati
|               | Ber  | BPl  | CSKA | Lev  | Lud  | Ver |
| ------------- | ---- | ---- | ---- | ---- | ---- | --- |
| Beroe         | –––– | 3-2  | 1-1  | 0-4  | 1-1  | 1-0 |
| Botev Plovdiv | 2-1  | –––– | 2-1  | 1-0  | 2-4  | 2-0 |
| CSKA Sofia    | 1-0  | 4-1  | –––– | 2-2  | 0-0  | 5-1 |
| Levski Sofia  | 1-2  | 3-2  | 2-3  | –––– | 0-1  | 2-0 |
| Ludogorec     | 7-0  | 2-2  | 3-2  | 2-2  | –––– | 5-0 |
| Vereya        | 0-3  | 2-2  | 0-2  | 0-2  | 0-3  |     |

### Play-out girone A
Si qualificano a questo turno le squadre classificate alla settima, decima, undicesima e quattordicesima piazza nella prima fase.
Le ultime due classificate disputeranno i Quarti di finale dei play-out per non retrocedere in B PFG.

#### Classifica
|  | Pos. | Squadra           | Pt | G  | V  | N  | P  | GF | GS | DR  |
|  | ---- | ----------------- | -- | -- | -- | -- | -- | -- | -- | --- |
|  | 1.   | Slavia Sofia      | 43 | 32 | 11 | 10 | 11 | 44 | 44 | 0   |
|  | 2.   | Černo More Varna  | 40 | 32 | 11 | 7  | 14 | 33 | 35 | -2  |
|  | 3.   | Pirin Blagoevgrad | 30 | 32 | 7  | 9  | 16 | 29 | 42 | -13 |
|  | 4.   | Vitoša Bistrica   | 13 | 32 | 1  | 10 | 21 | 17 | 60 | -43 |

Legenda:
      Ammesse ai quarti di finale per lo spareggio per l'UEFA Europa League 2018-2019
      Ammesse al primo turno dei play-out.
Note:

Tre punti a vittoria, uno a pareggio, zero a sconfitta.

#### Risultati
|                   | ČMV  | PBl  | SlS  | ViB    |
| ----------------- | ---- | ---- | ---- | ------ |
| Černo More Varna  | –––– | 2-1  | 2-0  | 2-0    |
| Pirin Blagoevgrad | 0-2  | –––– | 2-5  | 2-2    |
| Slavia Sofia      | 1-1  | 2-1  | –––– | 0-0    |
| Vitosha Bistritsa | 1-0  | 1-3  | 1-2  | ––––\| |

### Play-out girone B
Si qualificano a questo turno le squadre classificate alla ottava, nona, dodicesima e tredicesima piazza nella prima fase.
Le ultime due classificate disputeranno i Quarti di finale dei play-out per non retrocedere in B PFG.

#### Classifica
|  | Pos. | Squadra           | Pt | G  | V  | N  | P  | GF | GS | DR  |
|  | ---- | ----------------- | -- | -- | -- | -- | -- | -- | -- | --- |
|  | 1.   | Septemvri Sofia   | 41 | 32 | 12 | 5  | 15 | 32 | 48 | -16 |
|  | 2.   | Lokomotiv Plovdiv | 37 | 32 | 9  | 10 | 13 | 26 | 43 | -17 |
|  | 3.   | Dunav Ruse        | 31 | 32 | 8  | 7  | 17 | 24 | 44 | -20 |
|  | 4.   | Etăr              | 28 | 32 | 6  | 10 | 16 | 31 | 52 | -21 |

Legenda:
      Ammesse ai quarti di finale per lo spareggio per l'UEFA Europa League 2018-2019
      Ammesse al primo turno dei play-out.
Note:

Tre punti a vittoria, uno a pareggio, zero a sconfitta.

#### Risultati
|                   | DRu  | Eta  | LPl  | SSo    |
| ----------------- | ---- | ---- | ---- | ------ |
| Dunav Ruse        | –––– | 1-1  | 1-0  | 0-2    |
| Etar              | 0-1  | –––– | 1-1  | 4-2    |
| Lokomotiv Plovdiv | 2-2  | 1-0  | –––– | 0-2    |
| Septemvri Sofia   | 0-2  | 1-0  | 0-0  | ––––\| |

## Qualificazione per l'Europa League
|  | Quarti di finale  | Quarti di finale  | Quarti di finale | Quarti di finale |   |                        | Semifinali | Semifinali | Semifinali | Semifinali |  |  | Finale       | Finale |  |  |
|  |                   |                   |                  |                  |   |                        |            |            |            |            |  |  |              |        |  |  |
|  | Černo More Varna  | 2                 | 2                | 4                |   |                        |            |            |            |            |  |  |              |        |  |  |
|  | Septemvri Sofia   | 1                 | 1                | 2                |   |                        |            |            |            |            |  |  |              |        |  |  |
|  | Septemvri Sofia   | 1                 | 1                | 2                |   | Černo More Varna (dts) | 2          | 2          | 4          |            |  |  |              |        |  |  |
|  |                   |                   |                  |                  |   | Černo More Varna (dts) | 2          | 2          | 4          |            |  |  |              |        |  |  |
|  |                   | Lokomotiv Plovdiv | 1                | 2                | 3 |                        |            |            |            |            |  |  |              |        |  |  |
|  | Lokomotiv Plovdiv | Lokomotiv Plovdiv | 1                | 2                | 3 | 3                      | 3          | 6          |            |            |  |  |              |        |  |  |
|  | Lokomotiv Plovdiv |                   |                  |                  |   | 3                      | 3          | 6          |            |            |  |  |              |        |  |  |
|  | Slavia Sofia      | 1                 | 0                | 1                |   |                        |            |            |            |            |  |  |              |        |  |  |
|  |                   |                   |                  |                  |   |                        |            |            |            |            |  |  | Levski Sofia | 4      |  |  |
|  |                   |                   | Černo More Varna | 1                |   |                        |            |            |            |            |  |  |              |        |  |  |

## Play-out
|  | Quarti di finale  | Quarti di finale | Quarti di finale | Quarti di finale |   |            | Semifinali | Semifinali | Semifinali | Semifinali |  |  | Finale     | Finale |  |  |
|  |                   |                  |                  |                  |   |            |            |            |            |            |  |  |            |        |  |  |
|  | Vitoša Bistrica   | 0                | 1                | 1                |   |            |            |            |            |            |  |  |            |        |  |  |
|  | Dunav Ruse        | 1                | 3                | 4                |   |            |            |            |            |            |  |  |            |        |  |  |
|  | Dunav Ruse        | 1                | 3                | 4                |   | Dunav Ruse | 0          | 1          | 1          |            |  |  |            |        |  |  |
|  |                   |                  |                  |                  |   | Dunav Ruse | 0          | 1          | 1          |            |  |  |            |        |  |  |
|  |                   | Etăr             | 2                | 2                | 4 |            |            |            |            |            |  |  |            |        |  |  |
|  | Etăr              | Etăr             | 2                | 2                | 4 | 2          | 1          | 3          |            |            |  |  |            |        |  |  |
|  | Etăr              |                  |                  |                  |   | 2          | 1          | 3          |            |            |  |  |            |        |  |  |
|  | Pirin Blagoevgrad | 1                | 0                | 1                |   |            |            |            |            |            |  |  |            |        |  |  |
|  |                   |                  |                  |                  |   |            |            |            |            |            |  |  | Dunav Ruse | 2      |  |  |
|  |                   |                  | Carsko Selo      | 1                |   |            |            |            |            |            |  |  |            |        |  |  |

|  | Semifinali           | Semifinali      | Semifinali | Semifinali |  |                       | Finale | Finale | Finale | Finale |  |  |  |  |  |  |
|  |                      |                 |            |            |  |                       |        |        |        |        |  |  |  |  |  |  |
|  | Vitoša Bistrica (gt) | 0               | 2          | 2          |  |                       |        |        |        |        |  |  |  |  |  |  |
|  | Pirin Blagoevgrad    | 1               | 1          | 2          |  |                       |        |        |        |        |  |  |  |  |  |  |
|  | Pirin Blagoevgrad    | 1               | 1          | 2          |  | Vitoša Bistrica (dcr) | 2 (4)  |        |        |        |  |  |  |  |  |  |
|  |                      |                 |            |            |  | Vitoša Bistrica (dcr) | 2 (4)  |        |        |        |  |  |  |  |  |  |
|  |                      | Lokomotiv Sofia | 2 (2)      |            |  |                       |        |        |        |        |  |  |  |  |  |  |

Le vincitrici della prima semifinale e delle due finali rimarranno in A PFG.

## Statistiche

### Classifica marcatori
| Gol |  |  | Giocatore        | Squadra         |
| --- |  |  | ---------------- | --------------- |
| 26  |  |  | Claudiu Keșerü   | Ludogorec       |
| 23  |  |  | Fernando Karanga | CSKA Sofia      |
| 16  |  |  | Pedro Eugénio    | Beroe           |
| 15  |  |  | Stivăn Petkov    | Botev Plovdiv   |
| 14  |  |  | Martin Kamburov  | Beroe           |
| 12  |  |  | Virgil Misidjan  | Ludogorec       |
| 11  |  |  | Ivaylo Dimitrov  | Slavia Sofia    |
| 11  |  |  | Martin Toshev    | Septemvri Sofia |
| 10  |  |  | Alioune Badará   | Etăr            |
| 10  |  |  | João Paulo       | Botev Plovdiv   |